# Phauss
Phauss var en konstnärsduo bestående av Carl Michael von Hausswolff och Erik Pauser. Namnet är ett anagram av de båda konstnärernas efternamn.
Gruppen grundades 1981 då de två konstnärerna startade Galleri DS i lägenheten där Pauser bodde, på Haga Östergata 29 i Göteborg. Deras första utställningen Mat för dom svältande hade vernissage på Galleri DS den 2 maj 1981. Duon ställde senare ut på bland annat Galleri Mors Mössa, Göteborgs Konsthall och konsthallen Alka i Linköping. Med sin performancebaserade musik- och ljudkonst uppträdde de på Elektronmusikfestivalen i Skinnskatteberg, Fylkingen i Stockholm, poesifestivalen i Bergen, på CBGB i New York och på musikfestivalen Nothing but the truth som turnerade i USA 1990. Deras musik gavs ut på flera skivbolag, inklusive deras egna Radium 226.05 som de drev tillsammans med Ulrich Hillebrand. Phauss samarbetade vid flera tillfällen med konstnärerna Leif Elggren och Thomas Liljenberg.
Mellan februari och maj 1983 reste Phauss genom Nordafrika, från Alger till Lagos, vilket dokumenterades slumpartat med ljud- och bildupptagningar som togs vid förutbestämda tidpunkter. Under perioden februari till juni 1986 genomförde de en jordenruntresa, som dokumenterades på samma vis. Den började och slutade i Zürich och gick bara genom länder som vid den tiden låg i krig eller i väpnad konflikt. Dokumentationen från de bägge resorna låg sedan till grund för LP-skivan Audiodrome som kom ut 1987, och för videoinstallationerna Prodrome #1 (Videodrome) och Prodrome #2 (Videodrome). Ett omtalat verk är We are not able to realize your order som genomfördes på Galleri Mors Mössa 1989. Installationen bestod av strömförande stängsel och överkörda djurkroppar men även en dator som slumpmässigt ringde upp telefonnummer och lämnade ett meddelande. Ett annat omskrivet verk var Restingplace/Fountain for Genghis Khan som visades på samlingsutställningen Overground. Världsutställningen 1993 på Göteborgs Konsthall som Phauss även var med och kurerade. Verket bestod bland annat av en stor pool där råolja pumpades runt. Verket dömdes ut av brandskyddsmyndigheten som alltför brandfarligt och konsthallen tvingades att stänga och oljan fick pumpas bort innan utställningen kunde återöppnas. 1991 grundade duon mediebolaget Brandklipparen och skivetiketten Anckarström.